# Trolleybus de Toulon
Le trolleybus de Toulon était un réseau de transports en commun de la ville de Toulon. Le réseau de trolleybus est mis en service en 1949, en remplacement d'une partie du réseau de l'ancien tramway de Toulon, et fonctionne jusqu'en 1973 (si cela avait attendu 1974 les lignes aériennes auraient dû être maintenues).

## Histoire
- 7 mai 1949 : mise en service de la ligne 3 du trolleybus (entre le dépôt de la Mitre et la rue Henri-Pastoureau selon livre "LES TROLLEYBUS FRANCAIS de René Courant et Pascal Bejui des Presses et Editions Ferroviaires ) [1]
- 1953 : conversion en trolleybus des lignes 7 et 9 du tramway
- 1955 : conversion en trolleybus de la ligne 1 du tramway
- 19 février 1973 : fermeture du réseau au soir[1]

## Lignes
- 1 : La Valette - Pont de Saint-Jean du Var - Bon Rencontre - l'Escaillon
- 1A :  La Valette - Pont de Saint-Jean du Var-Gare SNCF(création en 1952)
- 1 barré :  La Valette - Pont de Saint-Jean du Var - Bon Rencontre
- 3 : Gare SNCF - Le Port - Bazeilles - La Mitre - Fort Saint-Louis - Sainte-Hélène (plages du Mourillon) - Le Petit  Bois
- 3 barré: Gare SNCF - Le Port - Bazeilles - La Mitre
- 7 : Gare SNCF - Petit Bois - Cap Brun - Magaud
- 9 : Gare SNCF - Saint-Jean du Var - La Palasse - Pont du Suve

## Matériel roulant
À son apogée, le parc comprend 40 voitures :
- 12 Vetra (dont 5 VCR neufs achetés en 1949 et 7 achetés d'occasion au réseau de trolleybus de Bordeaux)
- 5 Vétra VBBh (rachetés neufs en 1949 au réseau de l'OTL Lyon)
  - 10 Vétra VBRh (8 achetés en 1952, 2 en 1954) : ils furent complètement modernisés en 1966-1967 avec des caisses et des équipements d'autobus Berliet PH 8-100 (ils furent surnommés Stradair à cette époque du fait de leurs suspensions arrière Stradair-Airlam) réalisés par le dépôt RMTT (Régie Mixte des Transports Toulonnais) situé dans le quartier Brunet à l'est de Toulon (après le quartier de St Jean du Var en direction de la Valette du Var).
- 4 Vétra CS 60 (achetés d'occasion au réseau de trolleybus de Bordeaux) : mis en service en 1956
- 2 MGT-Oerlikon (achetés d'occasion vers 1949-1950) : entre 1958 et 1960, ils sont réformés et leurs équipements électriques sont montés dans des caisses d'autobus Chausson AP 522
- 6 Chausson VBC : équipés par les établissements Barthélémy à Marseille mis en service entre 1955 et 1957
- 1 Berliet ELR (acheté en 1961) : il fut revendu au réseau de Saint-Étienne après la fermeture du réseau en 1973 où il prit le numéro 22.